# 马尔科姆·钱皮恩
马尔科姆·钱皮恩（英語：Malcolm Champion，1882年11月10日—1939年7月26日），新西兰男子游泳运动员。他曾代表澳大拉西亚参加1912年夏季奥林匹克运动会游泳比赛，获得男子4×200米自由泳接力金牌。